# クトゥム
クトゥム（アラビア語: كتم）はスーダンの北ダルフール州にある町である。北ダルフールの州都エル＝ファーシルの北東120kmに位置する。ワディ沿いにあるため、ワディクトゥムとも呼ばれる。人口は34,694人（2008年国勢調査）。

## 歴史
1989年9月から11月にかけて、チャド・リビア紛争の際にクトゥムは一時チャド軍に占領された。
21世紀初頭に始まったダルフール紛争では、この町は大きな治安の悪さを経験した。町の北東部は反政府武装勢力スーダン解放運動が、南と西はジャンジャウィードなどの「アラブ系」民兵が、それぞれ支配している。町の近くには国内避難民のためのキャンプが2つ形成されている。